# Elezioni europee del 2009 in Polonia
Le elezioni del 2009 per il Parlamento europeo si sono tenute in Polonia il 7 giugno. I seggi spettanti alla Polonia sono 50.
Il sistema elettorale è il metodo D'Hont con voto di preferenza e clausola di sbarramento pari al 5% dei voti validi. Ai soli fini dell'allocazione delle candidature, lo Stato è suddiviso in 13 circoscrizioni elettorali alle quali i seggi conquistati dai singoli partiti sono deferiti con un criterio di proporzionalità basato sul metodo dei quozienti interi e dei più alti resti.

## Risultati
| Liste  | Liste | Gruppo | Voti      | %      | Seggi |
| ------ | --- | ------ | --------- | ------ | ----- |
|        | Piattaforma Civica (PO) | PPE    | 3.271.852 | 44,43  | 25    |
|        | Diritto e Giustizia (PiS) | ECR    | 2.017.607 | 27,40  | 15    |
|        | Alleanza della Sinistra Democratica - Unione del Lavoro • Alleanza della Sinistra Democratica (SLD) • Unione del Lavoro (UP) | - S&D  | 908.765   | 12,34  | 7 6 1 |
|        | Partito Popolare Polacco (PSL)                                                                                               | PPE    | 516.146   | 7,01   | 3     |
|        | Intesa per il Futuro - Centro-sinistra • Partito Democratico (PD) • Socialdemocrazia di Polonia (SDPL) • Verdi 2004 (Z.2004) | -      | 179.602   | 2,44   | -     |
|        | Destra della Repubblica (PR)                                                                                                 | -      | 143.966   | 1,95   | -     |
|        | Autodifesa della Repubblica Polacca (SO)                                                                                     | -      | 107.185   | 1,46   | -     |
|        | Libertas (LPR - ZChN - PSL "Piast" - NP - PR - ONP-LP)                                                                       | -      | 83.754    | 1,14   | -     |
|        | Unione per la Politica Reale (UPR)                                                                                           | -      | 81.146    | 1,10   | -     |
|        | Partito Polacco del Lavoro (PPP)                                                                                             | -      | 51.872    | 0,70   | -     |
|        | Naprzód Polsko - Stronnictwo Piast                                                                                           | -      | 1.537     | 0,02   | -     |
|        | Partito Socialista Polacco (PPL)                                                                                             | -      | 1.331     | 0,02   | -     |
| Totale | Totale | Totale | 7.364.763 | 100,00 | 50    |